# مامور (فیلم ۲۰۲۳)
مأمور (تلوگو: ఏజెంట్) یک فیلم اکشن، دلهره‌آور و جاسوسی هندی به زبان تلوگو به کارگردانی سورندر ردی با بازی مموتی، دینو مورئا و ویکرنجیت ویرک است، که در سال ۲۰۲۳ منتشر شد.
تصمیم برای تولید این فیلم در سپتامبر ۲۰۲۰ اعلام شد. فیلمبرداری در بوداپست، ویساکاپاتنام و حیدرآباد (هند) انجام شد. این فیلم که در ابتدا به دلیل بیماری همه گیر کووید ۱۹ و تأخیر در تولید به تعویق افتاد، برای اکران در سال ۲۰۲۳ برنامه‌ریزی شد.

## داستان
دولت سرهنگ مهادف، رئیس شورای امنیت ملی را مأمور می‌کند تا یک مامور سرکش را که بی‌رحم و غیرقابل پیش‌بینی است دستگیر کند.

## انتشار
فیلم مامور همانطور که سازندگان آن در اکتبر ۲۰۲۲ اعلام کرده بودند، در تابستان ۲۰۲۳ اکران شد. این فیلم به زبان تلوگو همراه با نسخه‌های دوبله شده به زبان‌های هندی، تامیل، مالایالام و کانادا اکران شد.